# 伯寧特里芒特 (阿拉巴馬州)
伯寧特里芒特（英語：Burningtree Mountain）是一個位於美國阿拉巴馬州摩根縣的非建制地區。該地的面積和人口皆未知。

## 地理
伯寧特里芒特的座標為34°31′05″N 86°55′17″W / 34.51806°N 86.92139°W，而該地的平均海拔高度為252米（即827英尺）。